# Pouteria scrobiculata
Pouteria scrobiculata är en tvåhjärtbladig växtart som beskrevs av Joseph Vincent Monachino och Terence Dale Pennington. Pouteria scrobiculata ingår i släktet Pouteria och familjen Sapotaceae. IUCN kategoriserar arten globalt som livskraftig. Inga underarter finns listade i Catalogue of Life.